# Son Hye-yong
Son Hye-yong, född 25 februari 1980, är en nordkoreansk bågskytt. Hon deltog vid olympiska sommarspelen 2008.